# Bergen (Dakota del Nord)
Bergen è un comune (city) degli Stati Uniti d'America della contea di McHenry nello Stato del Dakota del Nord. La popolazione era di 7 abitanti al censimento del 2010. Fa parte dell'area micropolitana di Minot. Bergen venne fondata nel 1905 e deve il suo nome all'omonima città in Norvegia.

## Geografia fisica
Secondo lo United States Census Bureau, ha un'area totale di 0,23 miglia quadrate (0,60 km²).ùẁŲǪ

## Società

### Evoluzione demografica
Secondo il censimento del 2010, la popolazione era di 7 abitanti.

### Etnie e minoranze straniere
Secondo il censimento del 2010, la composizione etnica della città era formata dal 100,0% di bianchi.